# Myszówka
Myszówka (Hylomyscus) – rodzaj ssaków z podrodziny myszy (Murinae) w obrębie rodziny myszowatych (Muridae).

## Rozmieszczenie geograficzne
Rodzaj obejmuje gatunki występujące w Afryce Zachodniej.

## Morfologia
Długość ciała (bez ogona) 56–128 mm, długość ogona 52–172 mm, długość ucha 10–22 mm, długość tylnej stopy 14–26 mm; masa ciała 10–41 g.

## Systematyka
Rodzaj zdefiniował w 1926 roku angielski zoolog Oldfield Thomas w artykule zatytułowanym Pozycja rodzajowa niektórych afrykańskich Muridae, dotychczas odnoszonych do Aethomys i Praomys, opublikowanym w czasopiśmie „The Annals and magazine of natural history”. Gatunkiem typowym jest (oryginalne oznaczenie) myszówka perlista (H. aeta).

### Etymologia
Hylomyscus: gr. ὑλη hulē ‘teren lesisty, las’; μυσκος myskos ‘myszka’, od zdrobnienia μυς mus, μυος muos ‘mysz’.

### Podział systematyczny
Rodzaj Hylomyscus był naprzemiennie traktowany jako podrodzaj i ponownie podnoszony do rangi rodzaju. Lepsze zrozumienie jego pokrewieństwa z innymi afrykańskimi myszami przyniosła dopiero biologia molekularna. Analizy wiązania albuminy wskazują, że Hylomyscus, Myomyscus, Mastomys i Praomys tworzą klad, natomiast rezultaty badań nad hybrydyzacją DNA/DNA ukazują, że Hylomyscus jest najdalej spokrewniony z pozostałymi. Analizy kladystyczne cech budowy szkieletu i zębów wspierają pogląd, że rodzaj Hylomyscus jest monofiletyczny i poprawnie umieszczony w monofiletycznej grupie rodzajów wraz z Praomys. Do rodzaju należą następujące gatunki:
| Grafika | Gatunek                     | Autor i rok opisu                               | Nazwa zwyczajowa            | Podgatunki         | Rozmieszczenie geograficzne | Podstawowe wymiary                                  | Status IUCN |
| ------- | --------------------------- | ----------------------------------------------- | --------------------------- | ------------------ | --- | --------------------------------------------------- | ----------- |
|         | Hylomyscus endorobae        | (E. Heller, 1910)                               | myszówka kenijska           | gatunek monotypowy | endemit Kenii: wyżyny (skarpa Mau, góry Aberdare, góra Kenia; być może góra Elgon); zakres wysokości: powyżej 1900 m n.p.m. | DC: 9,2–12,2 cm DO: 12,3–17,2 cm MC: brak danych    | LC          |
|         | Hylomyscus denniae          | (O. Thomas, 1906)                               | myszówka górska             | gatunek monotypowy | wysokie zbocza gór Ruwenzori (północno-wschodnia Demokratyczna Republika Konga i południowo-zachodnia Uganda); zakres wysokości: 1890–4400 m n.p.m. | DC: 9–11,5 cm DO: 12,2–15,7 cm MC: brak danych      | LC          |
|         | Hylomyscus vulcanorum       | (Lönnberg & Gyldenstolpe, 1925)                 | myszówka wulkaniczna        | gatunek monotypowy | środkowy Wielki Rów Zachodni we wschodniej Demokratycznej Republice Konga, Rwandy i Burundi; zakres wysokości: powyżej 1670 m n.p.m. | DC: 8,1–10,7 cm DO: 11,7–15,5 cm MC: 16–30 g        | LC          |
|         | Hylomyscus baeri            | Heim de Balsac & Aellen, 1965                   | myszówka nizinna            | gatunek monotypowy | znany z kilku miejsc w Sierra Leone, Gwinei, Wybrzeżu Kości Słoniowej i Ghany; zakres wysokości: do 500 m n.p.m. | DC: 9,8–11,5 cm DO: 11,1–14,1 cm MC: 25–36 g        | LC          |
|         | Hylomyscus aeta             | (O. Thomas, 1911)                               | myszówka perlista           | gatunek monotypowy | od środkowego Kamerunu, Gwinei Równikowej (włącznie z Bioko) i Gabonu na wschód przez Kotlinę Konga do Wielkiego Rowu Zachodniego; zakres wysokości: do 2100 m n.p.m. | DC: 7,8–11,4 cm DO: 11,8–16,1 cm MC: 14–39 g        | LC          |
|         | Hylomyscus grandis          | Eisentraut, 1969                                | myszówka stokowa            | gatunek monotypowy | endemit Kamerunu: znany z 4 okazów z górnych zboczy góry Oku; zakres wysokości: około 2100 m n.p.m. | DC: 8,9–11 cm DO: 13–15 cm MC: 25–41 g              | EN          |
|         | Hylomyscus parvus           | Brosset, Dubost & Heim de Balsac, 1965          | myszówka mała               | gatunek monotypowy | rozproszone obszary w Afryce Środkowej (zachodni i południowy Kamerun, południowo-zachodnia Republika Środkowoafrykańska, Gabon, północne Kongo i północna Demokratyczna Republika Konga) | DC: 5,6–7,7 cm DO: 8,7–12,4 cm MC: 10–16 g          | LC          |
|         | Hylomyscus pygmaeus         | Kerbis Peterhans, Hutterer & Demos, 2020        |                             | gatunek monotypowy | endemit Demokratycznej Republiki Konga: znany tylko z miejsca typowego w Baliko, w prowincji Tshuapa; zakres wysokości: około 360 m n.p.m. | DC: około 5,6 cm DO: około 7,6 cm MC: około 5,8 g   | NE          |
|         | Hylomyscus heinrichorum     | Carleton, Banasiak & Stanley, 2015              |                             | gatunek monotypowy | endemit Angoli: zachodnie wyżyny (góry Moco i Soque); zakres wysokości: 1000–2500 m n.p.m. | DC: 8,2–10,6 cm DO: 12,1–15 cm MC: brak danych      | DD          |
|         | Hylomyscus anselli          | Bishop, 1979                                    |                             | gatunek monotypowy | wyżyna Ufipa (południowo-zachodnia Tanzania) i wyżyny w północnej Zambii; być może w sąsiadującej Demokratycznej Republiki Konga i Angoli; zakres wysokości: 1220–2300 m n.p.m. | DC: 9,5–10,9 cm DO: 14,1–15,9 cm MC: 22–35 g        | LC          |
|         | Hylomyscus stanleyi         | Kerbis Peterhans, Hutterer & Demos, 2020        |                             | gatunek monotypowy | endemit Tanzanii: znany tylko z rezerwatu lasu Mbizi; zakres wysokości: około 2200 m n.p.m. | DC: około 10,2 cm DO: około 14,6 cm MC: około 27 g  | NE          |
|         | Hylomyscus arcimontensis    | Carleton & Stanley, 2005                        | myszówka tanzańska          | gatunek monotypowy | Tanzania (góry Eastern Arc od gór South Pare na południe do góry Rungwe) i północne Malawi (góry Misuku); zakres wysokości: 900–2410 m n.p.m. | DC: 7,5–10,5 cm DO: 12,7–13,7 cm MC: 13,5–28,5 g    | LC          |
|         | Hylomyscus mpungamachagorum | Kerbis Peterhans, Hutterer & Demos, 2020        |                             | gatunek monotypowy | endemit Tanzanii: góry Mahale; zakres wysokości: około 2100 m n.p.m. | DC: około 9,8 cm DO: około 13,8 cm MC: około 22 g   | NE          |
|         | Hylomyscus thornesmithae    | Kerbis Peterhans, Hutterer & Demos, 2020        |                             | gatunek monotypowy | endemit Demokratycznej Republiki Konga: znany z 2 obszarów, około 250 km na południe od rzeki Kongo, na prawym brzegu rzeki Tshuapa; zakres wysokości: około 320 m n.p.m. | DC: około 8,3 cm DO: około 21,1 cm MC: około 13,9 g | NE          |
|         | Hylomyscus kerbispeterhansi | Demos, Agwanda & Hickerson, 2014                | myszówka ryftowa            | gatunek monotypowy | endemit Kenii: góra Elgon, wzgórza Cherangani i skarpa Mau, na zachód od Wielkich Rowów Afrykańskich; być może Uganda (zachodnia część góry Elgon); zakres wysokości: powyżej 2300 m n.p.m. | DC: 7,6–10 cm DO: 11,9–13,8 cm MC: 18–26 g          | LC          |
|         | Hylomyscus alleni           | (Waterhouse, 1838)                              | myszówka gwinejska          | gatunek monotypowy | Afryka Środkowa w południowym Kamerunie, południowo-zachodniej Republice Środkowoafrykańskiej, Gwinei Równikowej (włącznie z Bioko), Gabonie i Kongu; zakres wysokości: do 1500 m n.p.m. | DC: 6,7–9,6 cm DO: 10,1–15,2 cm MC: 10–30 g         | LC          |
|         | Hylomyscus pamfi            | Nicolas, Olayemi, Wendelen & Colyn, 2010        | myszówka nigeryjska         | gatunek monotypowy | przesmyk Dahomey w Togo, Beninie i zachodniej Nigerii; przypuszczalnie skrajnie wschodnia Ghana, na wschód od rzeki Wolta; zakres wysokości: 10–300 m n.p.m. | DC: 5,6–10,5 cm DO: 5,9–12,1 cm MC: brak danych     | DD          |
|         | Hylomyscus simus            | G.M. Allen & Coolidge, 1930                     |                             | gatunek monotypowy | południowo-zachodnia Afryka Zachodnia od Sierra Leone i Gwinei na wschód do Ghany | DC: 6,6–12,8 cm DO: 5,2–14,3 cm MC: 12–22 g         | NE          |
|         | Hylomyscus walterverheyeni  | Nicolas, Wendelen, Barriere, Dudu & Colyn, 2008 | myszówka środkowoafrykańska | gatunek monotypowy | Afryka Środkowa w wulkanicznej linii (południowo-zachodni Kamerun, południowa Republika Środkowoafrykańska, Gabon i zachodnia Kongo; być może wschodnia Nigeria); zakres wysokości: 120–2000 m n.p.m. | DC: 6,7–9,9 cm DO: 10,3–15,3 cm MC:29 – g           | LC          |
|         | Hylomyscus stella           | (O. Thomas, 1911)                               | myszówka gwiezdna           | gatunek monotypowy | wschodnia Kotlina Konga w Demokratycznej Republice Konga, Rwandzie i Burundi rozciągający się do północnej części Jeziora Wiktorii (południowa Uganda), rozproszone populacje Sudanie Południowym (góry Imoteng), Kenii (las Kakamega) oraz Tanzanii (Mbete i Mufindi); zakres wysokości: 800–2250 m n.p.m. | DC: 7,2–10,4 cm DO: 11,1–14 cm MC: 14–24 g          | LC          |
|         | Hylomyscus carillus         | (O. Thomas, 1904)                               | myszówka angolska           | gatunek monotypowy | endemit Angoli: zachodnia i środkowa część; być może sąsiadująca Demokratyczna Republika Konga; zakres wysokości: do 1500 m n.p.m. | DC: 8,7–9,7 cm DO: 11,8–14,6 cm MC: brak danych     | LC          |

Kategorie IUCN:  LC  – gatunek najmniejszej troski,  EN  – gatunek zagrożony,  DD  – gatunki o nieokreślonym stopniu zagrożenia;  NE  – gatunki niepoddane jeszcze ocenie.